# John Cernuto
John Anthony Cernuto (Jersey City (New Jersey), 10 januari 1944 – Las Vegas (Nevada), 10 februari 2025) was een Amerikaanse professioneel pokerspeler. Hij won onder meer het $1.500 Seven Card Stud Split-toernooi van de World Series of Poker 1996 (goed voor $147.000,- aan prijzengeld), het $2.000 No Limit Hold'em-toernooi van de World Series of Poker 1996 (goed voor $259.150,-) en het $1.500 Limit Omaha-toernooi van de World Series of Poker 2002 (goed voor $73.320,-).
Cernuto won tot en met juli 2014 meer dan $5.500.000,- gewonnen met (live-)pokertoernooien (cashgames niet meegerekend). Hij luistert naar de bijnaam Miami John.

## Wapenfeiten
Cernuto werkte als luchtverkeersleider voor hij zich vanaf 1981 professioneel bezig ging houden met poker. Hij won in februari 1988 zijn eerste proftoernooi, het $1.000 Limit Seven Card Stud-toernooi van de Amarillo Slim's Superbowl Of Poker in Las Vegas. Daarmee verdiende hij $58.000,-.

### World Series of Poker
De World Series of Poker 1989 waren de eerste waarop Cernuto zich in het prijzengeld speelde. Hij werd er vierde in het $5.000 Seven Card Stud-toernooi. Het was het begin van een serie die leidde tot het $5.000 Pot Limit Omaha Hi/Lo 8-toernooi van de World Series of Poker 2010, waarop Cernuto voor de vijftigste keer een geldprijs verdiende in een WSOP-evenement. Van de 1992 tot en met 2010 eindigde hij daarbij elk jaar in minimaal één toernooi van de World Series of Poker (WSOP) in de prijzen. In 28 gevallen was dat met een plaats bij de laatste tien.
Cernuto won in 1996 voor het eerst een WSOP-toernooi, nadat hij op de World Series of Poker 1993 al eens tweede was geworden. Ted Forrest hield hem toen van zijn eerste WSOP-titel af in het $1.500 Omaha 8 or Better-toernooi. Dat was ook niet de laatste keer dat hem dit overkwam. In het $5.000 Omaha Hi-Lo Split World Championship van de World Series of Poker 2004 werd hij opnieuw tweede, deze keer achter Brett Jungblut. Ook werd hij meer dan eens derde en vierde.
Cernuto won zijn prijzengeld op de WSOP in bijna alle denkbare pokervarianten, zoals Hold 'em, Omaha en 7 Card Stud (High en High/Low), maar ook in S.H.O.E., Razz en 8-Game.
Cernuto overleed op 10 februari 2025 op 81-jarige leeftijd aan darmkanker

### WSOP-titels
| Jaar                       | Toernooi                     | Prijs      |
| -------------------------- | ---------------------------- | ---------- |
| World Series of Poker 1996 | $1.500 Seven Card Stud Split | $147.000,- |
| World Series of Poker 1997 | $2.000 No Limit Hold'em      | $259.150,- |
| World Series of Poker 2002 | $1.500 Limit Omaha           | $73.320,-  |

### Overig
Een titel op de World Poker Tour (WPT) bleek moeilijk te pakken voor Cernuto. Niettemin verdiende hij met zijn eerste WPT-prijs in september 2003 tot en met zijn tiende in maart 2010 ook meer dan $440.000,-. Daarnaast won hij meer dan veertig toernooien die niet tot de WSOP of WPT behoren. Onder de grootste hoofdprijzen die hij daarin won, vallen die van het $300 Limit Hold'em-toernooi van de 5th Annual Diamond Jim Brady 1989 ($91.700,-), die van het $300 Limit Hold'em-toernooi van Legends of Poker 1996 ($62.435,-) en die van het $4.000 Seven Card Stud-toernooi van het United States Poker Championship 2002 ($153.600,-).